# Silno Małe
Silno Małe – wieś w Polsce położona w województwie lubuskim, w powiecie żagańskim, w gminie Wymiarki.
W latach 1975–1998 miejscowość administracyjnie należała do województwa zielonogórskiego.